# كاربينا
كاربينا هي بلدية في البرازيل، تتبع بيرنامبوكو، بلغ عدد سكانها 74٬858  نسمة، في 2010، تبلغ مساحتها 146٫124 كيلومتر مربع.

## الموقع
تشترك في الحدود مع:
- Tracunhaém [الإنجليزية]‏.

## أعلام
- باولو ماركيز